# Wereldkampioenschappen wielrennen 1971
De wereldkampioenschappen wielrennen 1971 werden gehouden in en rond de Zwitserse stad Mendrisio. Het was de zevende keer dat Zwitserland het WK op de weg mocht organiseren.
In de wegrit bij de mannen klopte de Belg Eddy Merckx de Italiaan Felice Gimondi. De Fransman Cyrille Guimard finishte derde met een achterstand van 1 minuut en 13 seconde. Het was de tweede keer dat Merckx de regenboogtrui mocht aantrekken.
Bij de amateurs troefde de Fransman Régis Ovion, de jonge Freddy Maertens (België) af. Derde was de Spanjaard José-Luis Viejo. Bij de dames ging de regenboogtrui naar de Sovjet-Unie dankzij Anna Konkina. Zij versloeg de Italiaanse Morena Tartagni en de Nederlandse Keetie van Oosten-Hage in een massasprint.

## Uitslagen

### Mannen

#### Elite (268,800 km)
| pos.   | renner             | land       |
| ------ | ------------------ | ---------- |
| Goud   | Eddy Merckx        | België     |
| Zilver | Felice Gimondi     | Italië     |
| Brons  | Cyrille Guimard    | Frankrijk  |
| 4      | Giancarlo Polidori | Italië     |
| 5      | Georges Pintens    | België     |
| 6      | Leif Mortensen     | Denemarken |
| 7      | Michele Dancelli   | Italië     |
| 8      | Frans Verbeeck     | België     |
| 9      | Ole Ritter         | Denemarken |
| 10     | Roger Swerts       | België     |

#### Ploegentijdrit amateurs (100 km)
| pos.   | renner                                                                | land      | tijd     |
| ------ | --------------------------------------------------------------------- | --------- | -------- |
| Goud   | Gustaaf Hermans Gustaaf Van Cauter Louis Verreydt Ludo Van Der Linden | België    | 2u12'32" |
| Zilver | Fedor den Hertog Adri Duyker Frits Schür Aad van den Hoek             | Nederland | +37"     |
| Brons  | Edward Barcik Stanisław Szozda Jan Smyrak Lucjan Lis                  | Polen     | +2'20"   |

#### Amateurs (168 km)
| pos.   | renner          | land      |
| ------ | --------------- | --------- |
| Goud   | Régis Ovion     | Frankrijk |
| Zilver | Freddy Maertens | België    |
| Brons  | José-Luis Viejo | Spanje    |

### Vrouwen (50,4 km)
| pos.   | renner                 | land                | tijd     |
| ------ | ---------------------- | ------------------- | -------- |
| Goud   | Anna Konkina           | Sovjet-Unie         | 1u24'02" |
| Zilver | Morena Tartagni        | Italië              | z.t.     |
| Brons  | Keetie van Oosten-Hage | Nederland           | z.t.     |
| 4      | Audrey McElmury        | Verenigde Staten    | z.t.     |
| 5      | Truus van der Plaat    | Nederland           | z.t.     |
| 6      | Mariette Laenen        | België              | z.t.     |
| 7      | Raisa Obodowska        | Sovjet-Unie         | z.t.     |
| 8      | Willy Kwantes          | Nederland           | z.t.     |
| 9      | Beryl Burton           | Verenigd Koninkrijk | z.t.     |
| 10     | Bella Hage             | Nederland           | z.t.     |

1921 · 
1922 · 
1923 · 
1924 · 
1925 · 
1926 · 
1927 · 
1928 · 
1929 · 
1930 · 
1931 · 
1932 · 
1933 · 
1934 · 
1935 · 
1936 · 
1937 · 
1938 · 
1946 · 
1947 · 
1948 · 
1949 · 
1950 · 
1951 · 
1952 · 
1953 · 
1954 · 
1955 · 
1956 · 
1957 · 
1958 · 
1959 · 
1960 · 
1961 · 
1962 · 
1963 · 
1964 · 
1965 · 
1966 · 
1967 · 
1968 · 
1969 · 
1970 · 
1971 · 
1972 · 
1973 · 
1974 · 
1975 · 
1976 · 
1977 · 
1978 · 
1979 · 
1980 · 
1981 · 
1982 · 
1983 · 
1984 · 
1985 · 
1986 · 
1987 · 
1988 · 
1989 · 
1990 · 
1991 · 
1992 · 
1993 · 
1994 · 
1995 · 
1996 · 
1997 · 
1998 · 
1999 · 
2000 · 
2001 · 
2002 · 
2003 · 
2004 · 
2005 · 
2006 · 
2007 · 
2008 · 
2009 ·
2010 · 
2011 · 
2012 · 
2013 · 
2014 · 
2015 · 
2016 · 
2017 · 
2018 · 
2019 · 
2020 ·
2021 ·
2022 ·
2023 ·
2024 ·
2025 ·
2026